# Testamenty
Testamenty (ang. Testaments) – powieść kanadyjskiej pisarki Margaret Atwood wydana w 2019 w Toronto w wydawnictwie McClelland & Stewart. Polskie wydanie ukazało się w 2020 nakładem Wydawnictwa Wielka Litera w tłumaczeniu Pawła Lipszyca. Kontynuacja nagradzanej i ekranizowanej powieści z 1985 Opowieść podręcznej. 
Autorka powiedziała o powstaniu powieści: „Zawsze mówiłam „nie”, gdy proszono mnie o napisanie drugiej części. Ale jako że zaczęliśmy zbliżać się do Gileadu, zamiast się od niego oddalać, ponownie to przemyślałam”.

## Fabuła
Antyutopia, której akcja toczy się w nieodległej przyszłości w Republice Gileadzkiej – teokratycznym państwie powstałym na terenach obecnych Stanów Zjednoczonych. Akcja rozgrywa się 15 lat po wydarzeniach opisanych w Opowieści podręcznej. Sytuację upadającej Republiki czytelnicy obserwują poprzez relacje trzech narratorek: surowej funkcjonariuszki reżimu, Ciotki Lidii, przygotowywanej do zaaranżowanego małżeństwa młodej Agnes i mieszkającej w bezpiecznej Kanadzie nastolatki Daisy.

## Nagrody
Autorka w 2019 otrzymała za powieść Nagrodę Bookera, wspólnie z Bernardine Evaristo, która została wyróżniona za powieść Dziewczyna, kobieta, inna. W 2020 w ręce autorki trafiła Nagroda Tähtivaeltaja za najlepszą powieść fantastyczną wydaną w języku fińskim oraz Nagroda im. Kurda Lasswitza w kategorii najlepsza powieść obcojęzyczna.